# ماثيو ماغيري
ماثيو ماغيري (بالإنجليزية: Matthew Maguire)‏ هو نقابي أمريكي، ولد في 28 يونيو 1850 في نيويورك في الولايات المتحدة، وتوفي في 1917 في باترسون في الولايات المتحدة.